# Selección de fútbol sub-22 de Panamá
La selección de fútbol sub-22 de Panamá es el equipo que representa a Panamá compuesto por jugadores menores de 22 años. Es la selección que representa al país en los Juegos Panamericanos y es controlada por la Federación Panameña de Fútbol (FEPAFUT).

## Jugadores

### Convocados
Lista de 18 jugadores para disputar la Juegos Panamericanos de 2019.
| N.º               | Nombre                 | Posición      | Edad    | Club           |
| ----------------- | ---------------------- | ------------- | ------- | -------------- |
| 1                 | Samuel Baptista        | Portero       | 27 años | Costa del Este |
| 12                | Aldo Ciel              | Portero       | 27 años | Árabe Unido    |
| 13                | Jorge Gutiérrez        | Defensa       | 26 años | Tauro          |
| 2                 | Iván Anderson          | Defensa       | 27 años | Tauro          |
| 4                 | Emmanuel Chanis        | Defensa       | 30 años | Plaza Amador   |
| 17                | Gilberto Hernández     | Defensa       | 27 años | Árabe Unido    |
| 6                 | Samir Ramírez          | Defensa       | 27 años | Universitario  |
| 3                 | José Garibaldi         | Defensa       | 27 años | Árabe Unido    |
| 5                 | Manuel Torres (R)      | Defensa       | 46 años | Independiente  |
| 15                | Alejandro Ferrera      | Mediocampista | 26 años | Árabe Unido    |
| 10                | Rafael Águila          | Mediocampista | 26 años | Veraguas       |
| 8                 | Adalberto Carrasquilla | Mediocampista | 26 años | Tauro          |
| 11                | Justin Simons          | Mediocampista | 27 años | Tauro          |
| 16                | Andrés Peñalba         | Mediocampista | 33 años | Universitario  |
| 14                | Abdiel Ayarza (R)      | Mediocampista | 32 años | Independiente  |
| 18                | Tomás Rodríguez        | Delantero     | 26 años | Alianza        |
| 7                 | Luis Zúñiga            | Delantero     | 28 años | Pirata FC      |
| 9                 | Jorman Aguilar (R)     | Delantero     | 30 años | Independiente  |
| Bandera de Panamá | Julio Dely Valdés      | Entrenador    | 58 años |                |

## Estadísticas

### Juegos Panamericanos
| Año                 | Fase         | Posición     | PJ           | PG           | PE           | PP           | GF           | GC           |
| ------------------- | ------------ | ------------ | ------------ | ------------ | ------------ | ------------ | ------------ | ------------ |
| Buenos Aires 1951   | No clasificó | No clasificó | No clasificó | No clasificó | No clasificó | No clasificó | No clasificó | No clasificó |
| México 1955         | No clasificó | No clasificó | No clasificó | No clasificó | No clasificó | No clasificó | No clasificó | No clasificó |
| Chicago 1959        | No clasificó | No clasificó | No clasificó | No clasificó | No clasificó | No clasificó | No clasificó | No clasificó |
| São Paulo 1963      | No clasificó | No clasificó | No clasificó | No clasificó | No clasificó | No clasificó | No clasificó | No clasificó |
| Winnipeg 1967       | No clasificó | No clasificó | No clasificó | No clasificó | No clasificó | No clasificó | No clasificó | No clasificó |
| Cali 1971           | No clasificó | No clasificó | No clasificó | No clasificó | No clasificó | No clasificó | No clasificó | No clasificó |
| México 1975         | No clasificó | No clasificó | No clasificó | No clasificó | No clasificó | No clasificó | No clasificó | No clasificó |
| San Juan 1979       | No clasificó | No clasificó | No clasificó | No clasificó | No clasificó | No clasificó | No clasificó | No clasificó |
| Caracas 1983        | No clasificó | No clasificó | No clasificó | No clasificó | No clasificó | No clasificó | No clasificó | No clasificó |
| Indianápolis 1987   | No clasificó | No clasificó | No clasificó | No clasificó | No clasificó | No clasificó | No clasificó | No clasificó |
| La Habana 1991      | No clasificó | No clasificó | No clasificó | No clasificó | No clasificó | No clasificó | No clasificó | No clasificó |
| Mar del Plata 1995  | No clasificó | No clasificó | No clasificó | No clasificó | No clasificó | No clasificó | No clasificó | No clasificó |
| Winnipeg 1999       | No clasificó | No clasificó | No clasificó | No clasificó | No clasificó | No clasificó | No clasificó | No clasificó |
| Santo Domingo 2003  | No clasificó | No clasificó | No clasificó | No clasificó | No clasificó | No clasificó | No clasificó | No clasificó |
| Río de Janeiro 2007 | No clasificó | No clasificó | No clasificó | No clasificó | No clasificó | No clasificó | No clasificó | No clasificó |
| Guadalajara 2011    | No clasificó | No clasificó | No clasificó | No clasificó | No clasificó | No clasificó | No clasificó | No clasificó |
| Toronto 2015        | Cuarto lugar | 4°           | 5            | 1            | 2            | 2            | 7            | 9            |
| Lima 2019           | Quinto lugar | 5°           | 3            | 1            | 2            | 1            | 6            | 4            |
| Santiago 2023       | No clasificó | No clasificó | No clasificó | No clasificó | No clasificó | No clasificó | No clasificó | No clasificó |
| Total               | 2/18         | 4º           | 8            | 2            | 4            | 3            | 13           | 13           |

## Directores Técnicos
- Leonardo Pipino (2015)
- Julio César Dely Valdés (2019)